# Koniușkî, Mostîska
Koniușkî (în ucraineană Конюшки) este un sat în comuna Mîșleatîci din raionul Mostîska, regiunea Liov, Ucraina.

## Demografie
Componența lingvistică a localității Koniușkî
     Ucraineană (100%)
Conform recensământului din 2001, toată populația localității Koniușkî era vorbitoare de ucraineană (100%).